# Siquijor
Koordinaten: 9° 12′ N, 123° 30′ O

Karte mit Siquijor im südwestlichen Teil der Boholsee

Siquijor ist eine Insel und zugleich die drittkleinste Provinz der Philippinen und die kleinste der Inselprovinzen in den Visayas und nach Camiguin und Batanes, sowohl in Bezug auf ihre Fläche als auch aufgrund ihrer Einwohnerzahl.
Politisch gehört sie der Region Central Visayas (Region VII) an. Der Hauptsitz der Provinzregierung befindet sich in der gleichnamigen Gemeinde Siquijor.
Die Spanier bezeichneten sie als Isla del Fuego (Insel des Feuers) und für viele Filipinos ist sie heute noch eine mystische Insel voller Hexen und übernatürlicher Phänomene. Unter den Filipinos ist Siquijor ebenso für seine Heiler berühmt.

## Geographie
Siquijor befindet sich südöstlich der großen Inseln Cebu und Negros und südwestlich von Bohol in der Mindanaosee. Im Süden erstreckt sich schließlich die Insel Mindanao.
Laut dem Zensus vom 1. August 2015 leben 95.984 Menschen in der sehr bergigen Inselprovinz. Die größten Orte der Insel sind Siquijor (Hauptstadt der Provinz), Larena und Lazi, in denen es auch Häfen mit Verbindungen zu anderen Inseln gibt. Eine befestigte Straße führt rund um die Insel und verbindet die Orte. Die Küstenlinie beträgt etwa 80 km. Die Haupterwerbszweige sind die Landwirtschaft und die Fischerei. Für den relativen Wohlstand der Insel sorgen die vielen im Ausland arbeitenden Siquijondos. Der Tourismus spielt keine große Rolle auf Siquijor, obgleich die Korallenriffe, Palmstrände, Wasserfälle und Höhlen ein großes touristisches Potenzial haben, ebenso wie die historischen Kirchen und alten Häuser.

## Verwaltungsgliederung
Siquijor unterteilt sich in 6 eigenständig verwaltete Gemeinden:
| - Enrique Villanueva - Larena - Lazi | - Maria - San Juan - Siquijor |

Die Gemeinden wiederum sind in insgesamt 134 Barangays (Ortsteile) untergliedert. Die Provinz ist zudem einem Kongress Distrikt zugeteilt.

## Geschichte
Als die Spanier die Insel entdeckten, gaben sie ihr den Namen Isla del Fuego (Insel des Feuers), da sie beim Vorbeisegeln ein feuriges Licht sahen. Es wird vermutet, dass es sich hierbei um das Leuchten von unzähligen Glühwürmchen handelte. Der Legende nach existierte die Insel viele Millionen Jahre nur unter Wasser und erhob sich mit donnerndem Getöse und Blitzen aus dem Meer. Als Beweis werden die Fossilien von Schnecken, Muscheln und anderen Unterwasserlebewesen herangezogen, die man in den Bergen findet.
Bis zum 17. September 1971 zählte Siquijor zur Provinz Negros Oriental. Seitdem feiern die Bewohner jedes Jahr ihren Unabhängigkeitstag (Araw ng Siquijor).

## Klima
Grob unterscheidet man in den Philippinen fünf Klimazonen, Siquijor gehört zur Klimazone 2 (Kurze Trockenzeit von März bis Mai, die Regenzeit von Juni bis Februar ist zwar lang aber nicht sehr intensiv.)
Im Allgemeinen ist das Wetter auf Siquijor von September bis Mitte Mai sehr schön. Dezember und Januar ist es nachts kühl und es regnet gelegentlich. Von März bis Ende Mai ist es sehr heiß und es gibt fast keinen Regen mehr.

## Sehenswertes
In der Nähe der Stadt Cantabon ist der höchste Berg Siquijors der 557 m hohe Mount Bandilaan, im angeschlossenen Camp Park führen Trampelpfade durch üppigen Regenwald zu verschiedenen Aussichtspunkten. Der palmengesäumte Paliton Beach, ein paar Kilometer von San Juan, ist einer der schönsten Strände der Insel. In Lazi steht gegenüber der 1884 erbauten St. Isidore Parish Kirche der älteste und größte Konvent des Landes, der St. Isidore Labradore-Konvent. Dieser Kirchenkomplex San Isidro Labrador, steht seit 2006 auf der Vorschlagsliste der Philippinen zur Aufnahme zum Welterbeliste der UNESCO. Und ein paar Kilometer landeinwärts von Lazi liegt in landschaftlich schöner Umgebung der Po-ol Wasserfall, ein sehr schöner Wasserfall mit natürlichem Pool.

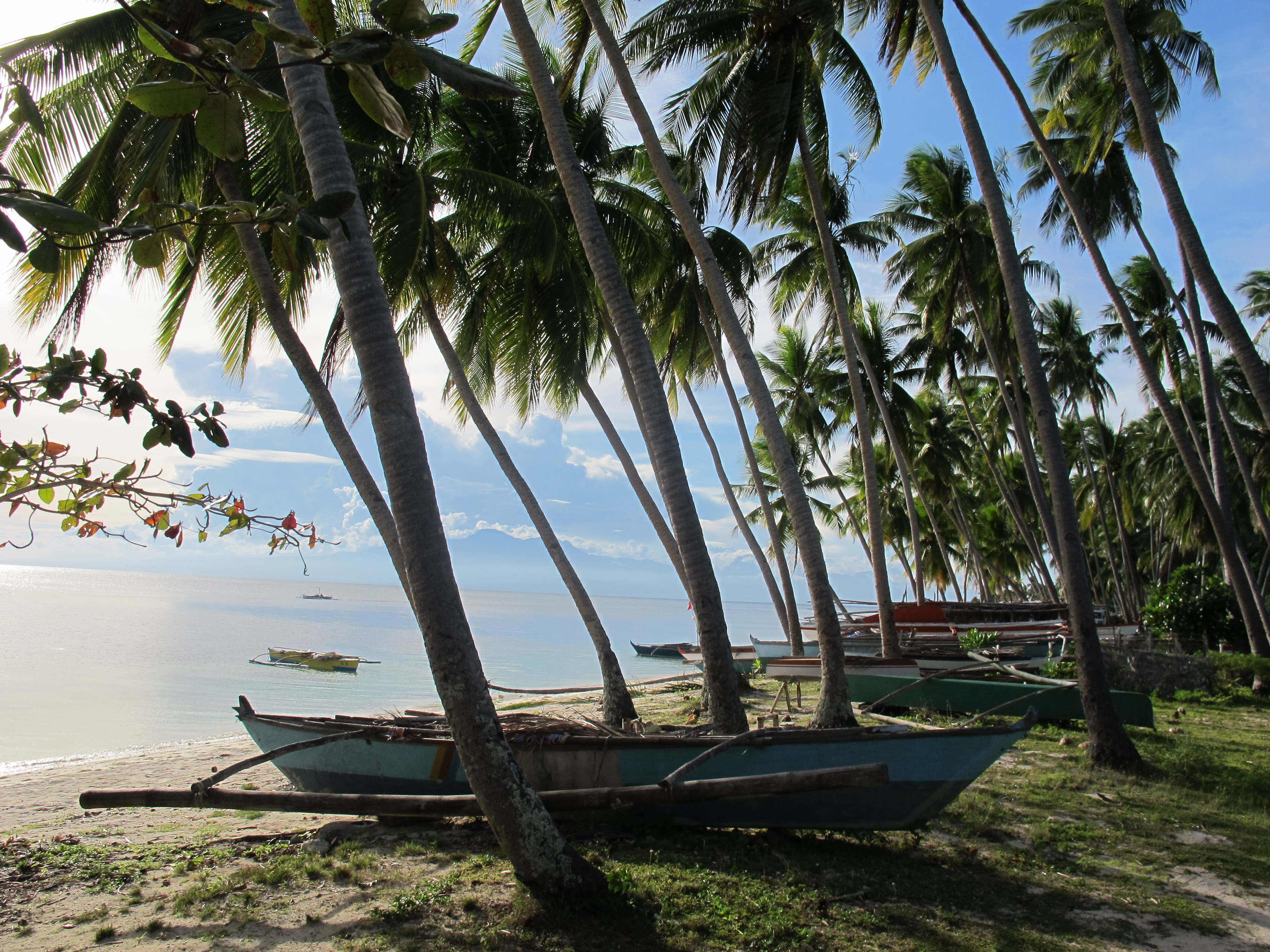
Paliton Beach, Siquijor

## Tauchen
In den letzten Jahren haben immer mehr Taucher und Schnorchler die Unterwasserwelt von Siquijor für sich entdeckt. Die meisten Tauchplätze sind vom Strand aus zu erreichen und bieten die philippinentypische Unterwasserflora und Fauna. Sanft abfallende Korallenriffe und reichlich bewachsene Steilwände prägen die Szenerie rund um Siquijor. Die meisten internationalen Resorts findet man im Süden der Insel, während man im nördlichen Teil meist zweckmäßig eingerichtete Unterkünfte vorfindet.
Siquijor wird auch von benachbarten Inseln häufig als eine Tagesausfahrt mit zwei bis drei Tauchgängen angeboten. Die angefahrenen Tauchplätze bei diesen Tagestouren liegen dann meistens im Bereich von Tambisan und Paliton. Wer ein Resort auf der Insel bezieht, hat die Möglichkeit mit einem angemieteten Fahrzeug die Tauchplätze rund um Siquijor zu erkunden. Beim Einstieg vom Strand ist Vorsicht geboten, da die Seegraswiesen in flachen Gewässern oft von Seeigeln und Krebsen besiedelt sind.